# Suillaceae
Suillaceae is een botanische naam, voor een familie van schimmels in de orde Boletales. Volgens de Index Fungorum [12 september 2020] bestaat de familie uit de volgende zeven geslachten: Boletinus, Fuscoboletinus, Gastrosuillus, Ixocomus, Psiloboletinus, Suillus en Truncocolumella. In totaal gaat het om honderden soorten waarvan de meeste tot het geslacht Suillus behoren.

## Soorten
De volgende soorten behorend tot deze familie:
- Douglasboleet (Suillus amabilis)
- Koeienboleet (Suillus bovinus)
- Valse melkboleet (Suillus collinitus)
- Moerasringboleet (Suillus flavidus)
- Melkboleet (Suillus granulatus)
- Gele ringboleet (Suillus grevillei)
- Witte ringboleet (Suillus hololeucus)
- Bruine ringboleet (Suillus luteus)
- Ivoorboleet (Suillus placidus)
- Roodschubbige boleet (Suillus pictus)
- Roestrode ringboleet (Suillus tridentinus)
- Fijnschubbige boleet (Suillus variegatus)
- Grauwe ringboleet (Suillus viscidus)

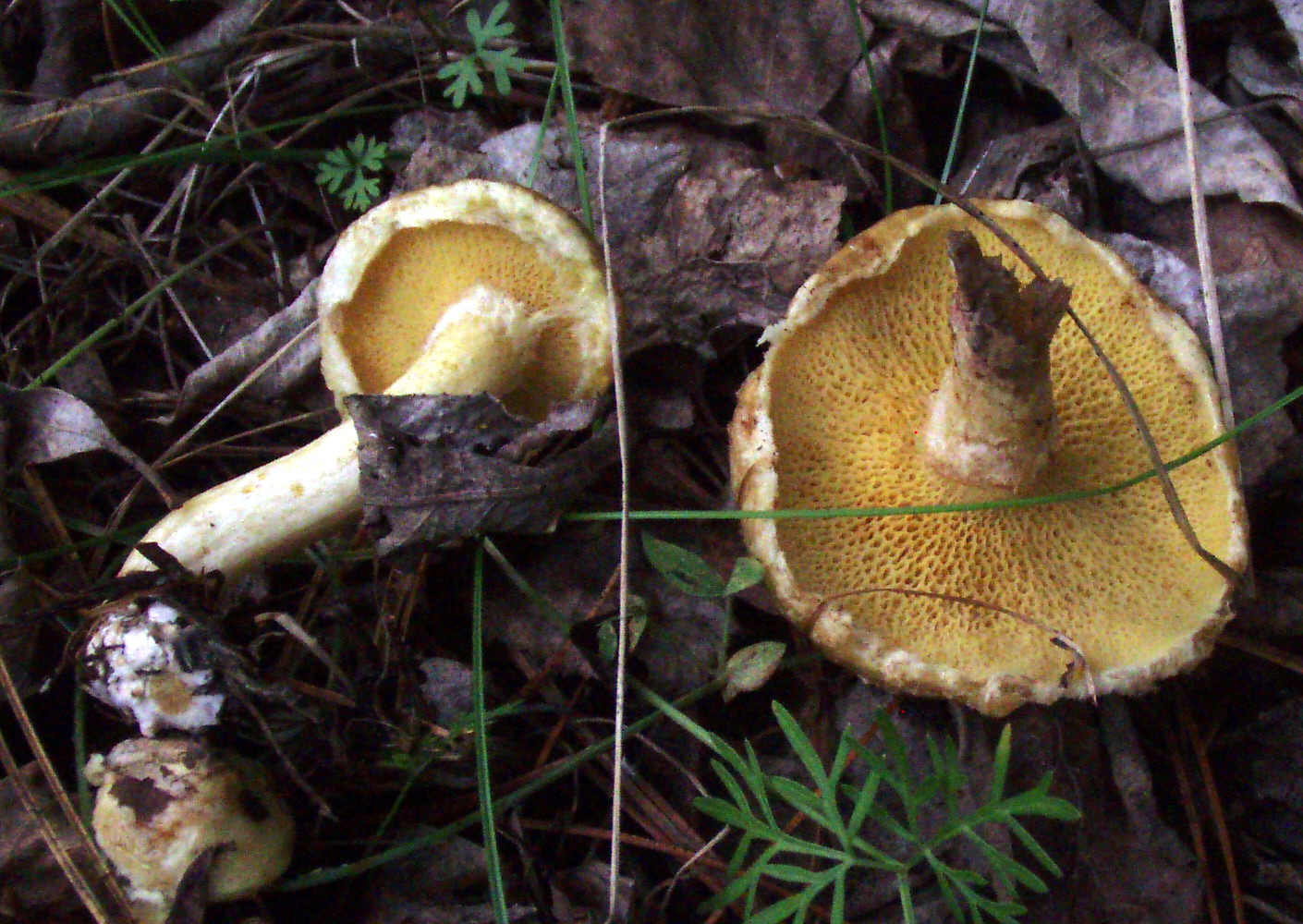
Suillus sibiricus